# Герб Брянки
Герб Бря́нки — герб міста Брянка Луганської області. Затверджено 17 грудня 2003 року рішенням сесії міської ради.

## Опис
З авторського опису герба: «На щиті, перетятому лазуровим і зеленим, нитяна срібна внутрішня облямівка. У першій частині три чорних виникаючих терикони, середній попереду і вище, за ними золоте сонце без зображення обличчя з такими ж променями. У другій частині гвардійська стрічка. Поверх всього дві срібні кирки, покладені в косий хрест, поверх них три чорних куба, два і один. На червоній главі напис „Брянка“, під щитом червона стрічка з літерами „1969“». Комп'ютерна графіка — К. М. Богатов.